# Adela
Adela Latreille, 1796 è un genere di lepidotteri appartenente alla famiglia Adelidae, diffuso in Eurasia, Africa e America settentrionale e centrale.

## Descrizione

### Adulto
Si tratta di piccoli lepidotteri alquanto primitivi, dotati di una nervatura alare eteroneura, ma anche di un apparato riproduttore femminile provvisto di un'unica apertura, destinata sia all'accoppiamento, sia all'ovodeposizione.

È presente una connessione tergosternale, immediatamente posteriore rispetto al primo spiracolo addominale, formata da un processo ventrocaudale del primo tergite, che va a collegarsi ad un'estensione anterolaterale del secondo sternite.

Le ali, che rivelano anche la presenza di aculei, hanno forma ovoidale-allungata con apice arrotondato; queste appaiono spesso bruno-grigiastre (nelle specie con abitudini notturne) ma possono anche avere riflessi metallici ed iridescenze molto vivaci. I microtrichi sono presenti ed uniformemente distribuiti. Come nei Ditrysia, si osserva una riduzione del sistema legato al settore radiale (Rs) nell'ala posteriore, con anastomosi di Sc ed R dal quarto basale fino al termen, ed Rs non ramificata; l'accoppiamento alare è di tipo frenato, con frenulum a singola setola composita nei maschi, e da tre a cinque setole nelle femmine; queste setae dipartono da cavità distinte, ed in prossimità di esse possono riscontrarsi, in ambo i sessi, altre setae pseudofrenulari. È presente l'apparato di connessione tra ala anteriore e metatorace; si possono inoltre osservare un ponte precoxale e la perdita del primo sternite addominale, mentre il secondo può suddividersi (completamente o parzialmente) in uno sclerite anteriore più piccolo (S2a) ed uno posteriore più sviluppato (S2b).

Le antenne sono filiformi e nei maschi di alcune specie raggiungono fino a sei volte la lunghezza del corpo, mentre nelle femmine superano comunque la lunghezza della costa. Si può osservare la presenza di uno sclerite intercalare (forse caso unico tra i lepidotteri) oltre a spinule laterali ricurve (probabilmente derivate dai sensilla), in alcuni segmenti prossimali del flagello dei maschi.

Gli ocelli sono assenti, come pure i chaetosemata. Gli occhi dei maschi di alcune specie sono molto sviluppati. La spirotromba è perfettamente funzionante, e risulta ricoperta di scaglie e più lunga della capsula cefalica, estendendosi fin oltre i palpi mascellari.
I palpi labiali hanno tre segmenti, corti e con setole laterali sul secondo; l'organo di vom Rath sul segmento apicale del palpo labiale, può essere profondo o superficiale.

Nelle zampe, l'epifisi è spesso presente, mentre gli speroni tibiali hanno formula 0-2-4.

Nell'apparato genitale maschile, l'uncus è assente, mentre il vinculum presenta un saccus allungato. La juxta è a forma di freccia, l'edeago è assottigliato.

Nel genitale femminile, l'ovopositore è ben sviluppato e perforante, con gli apici appiattiti lateralmente, al fine di permettere l'inserimento delle uova all'interno dei tessuti fogliari della pianta ospite; tale caratteristica viene considerata una specializzazione secondaria delle Adelidae. La cloaca è stretta e tubuliforme. Le apofisi sono fortemente sclerotizzate; il corpus bursae è sviluppato e membranaceo, senza signa. Gli ovarioli sono in numero elevato (10-12), a differenza dei quattro riscontrabili di norma negli altri lepidotteri.

L'apertura alare può variare da 4 a 28 mm.

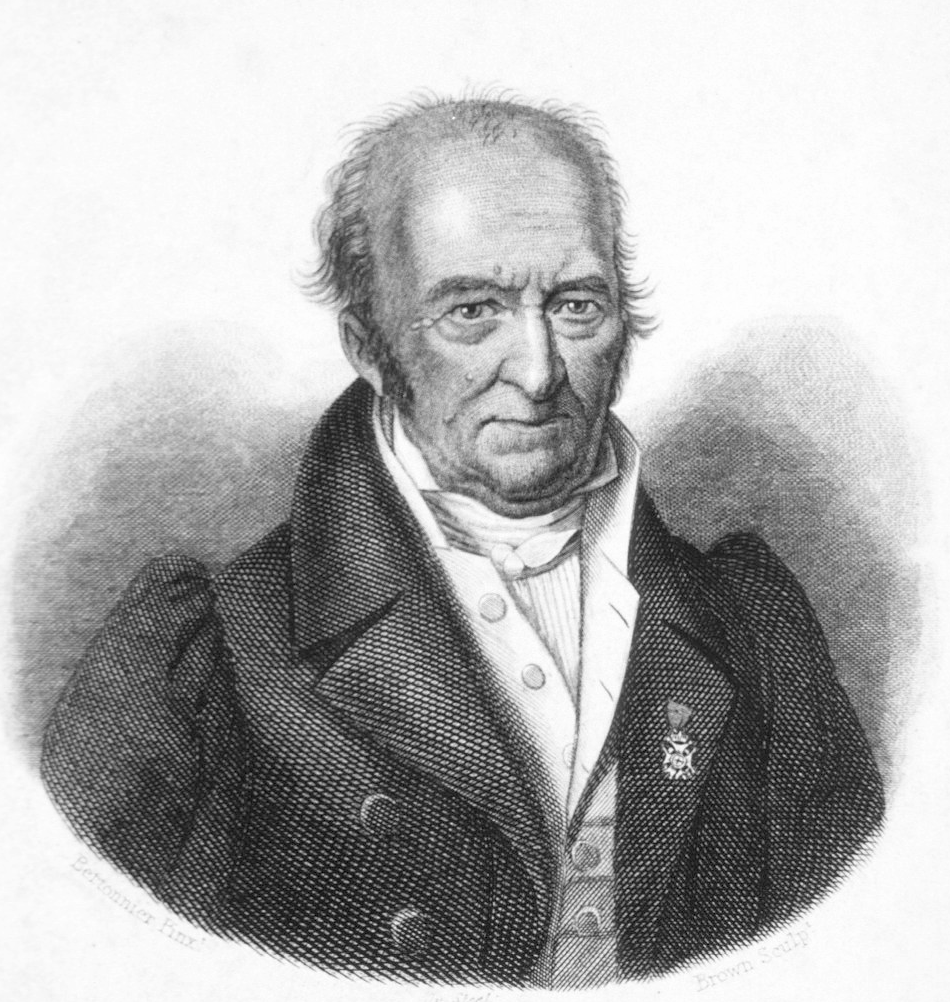
L'entomologo ed aracnologo francese Pierre André Latreille (1762-1833) che per primo descrisse il genere nel 1796

### Uovo

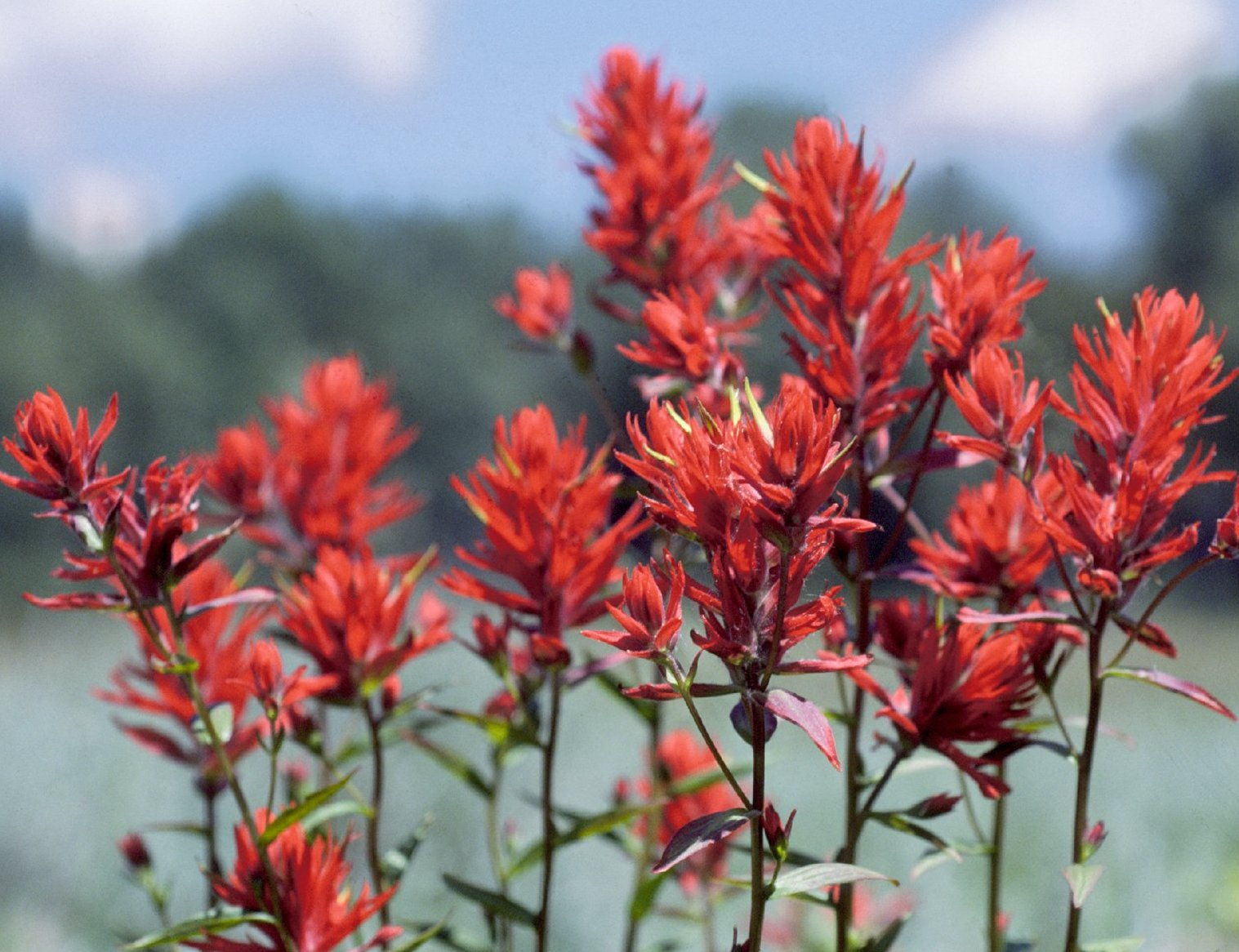
Castilleja linariifolia

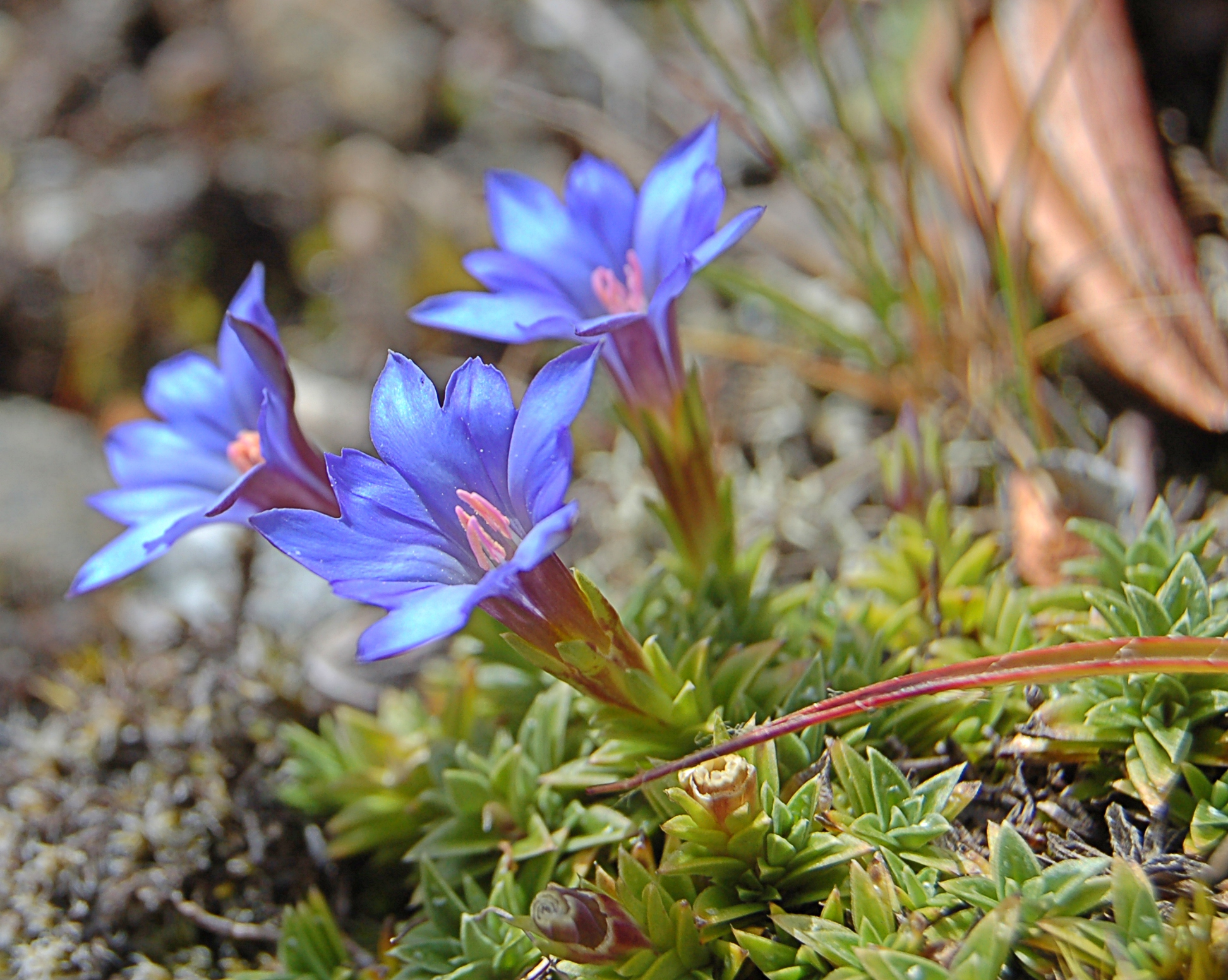
Gentiana arisanensis

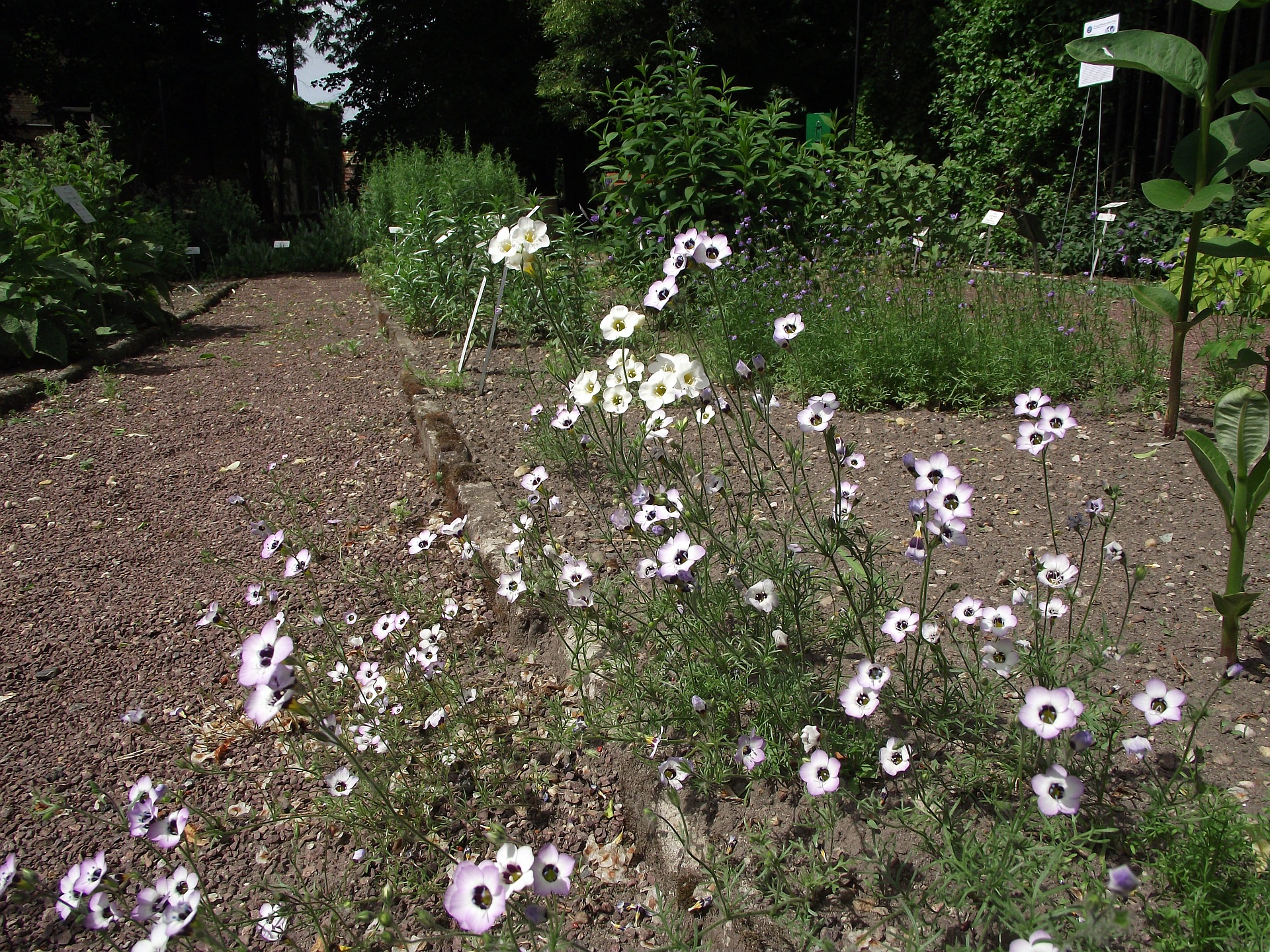
Gilia tricolor

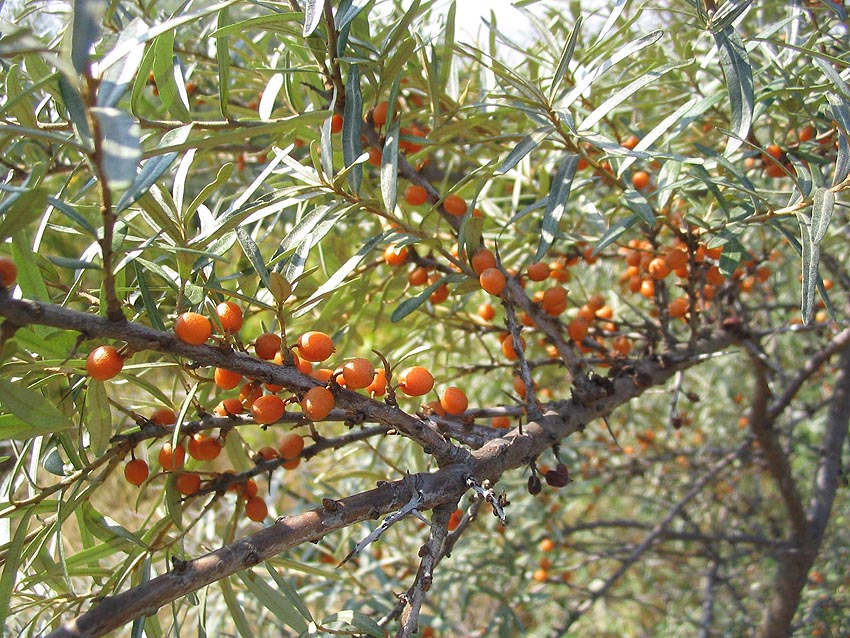
Elaeagnus rhamnoides

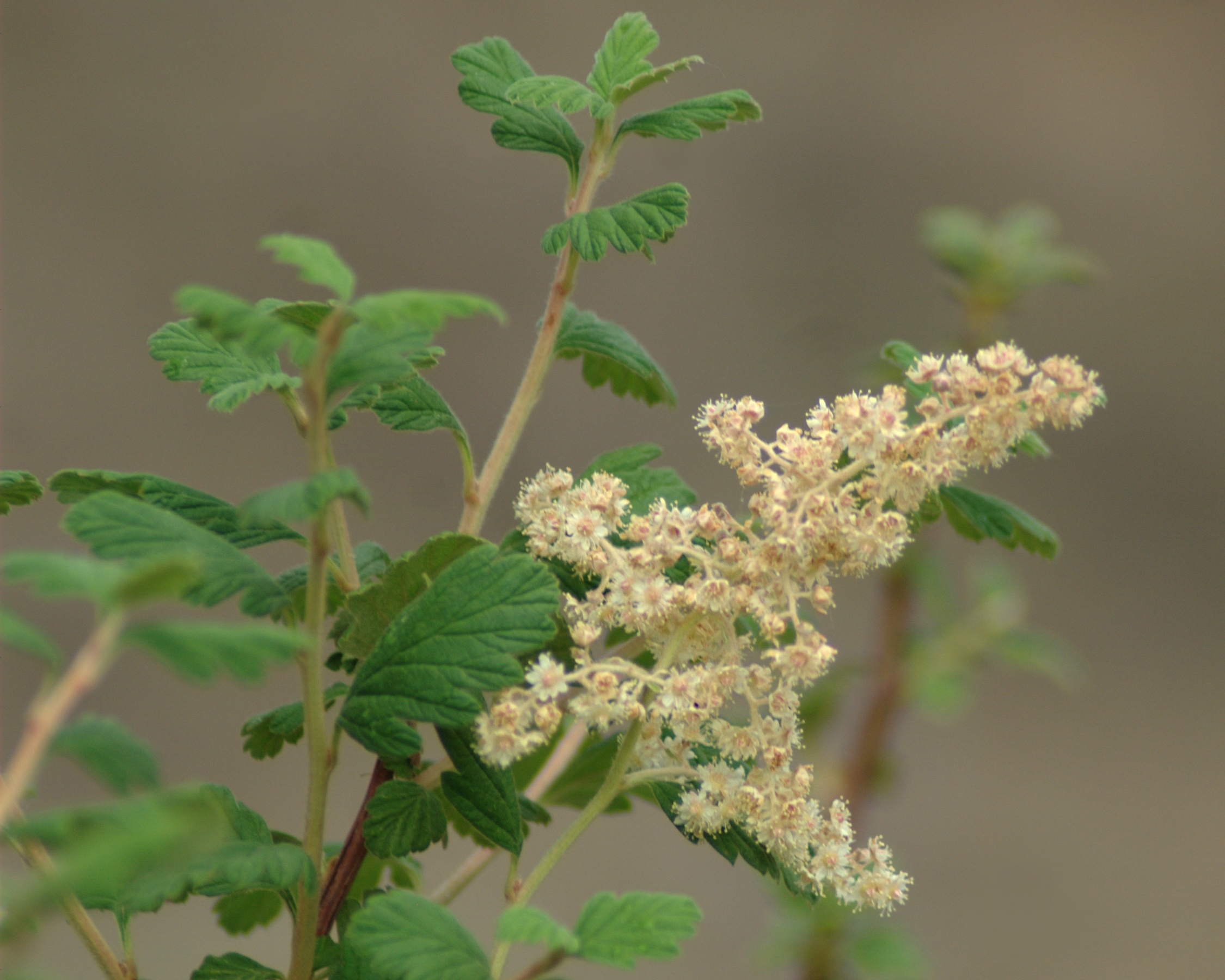
Holodiscus dumosus

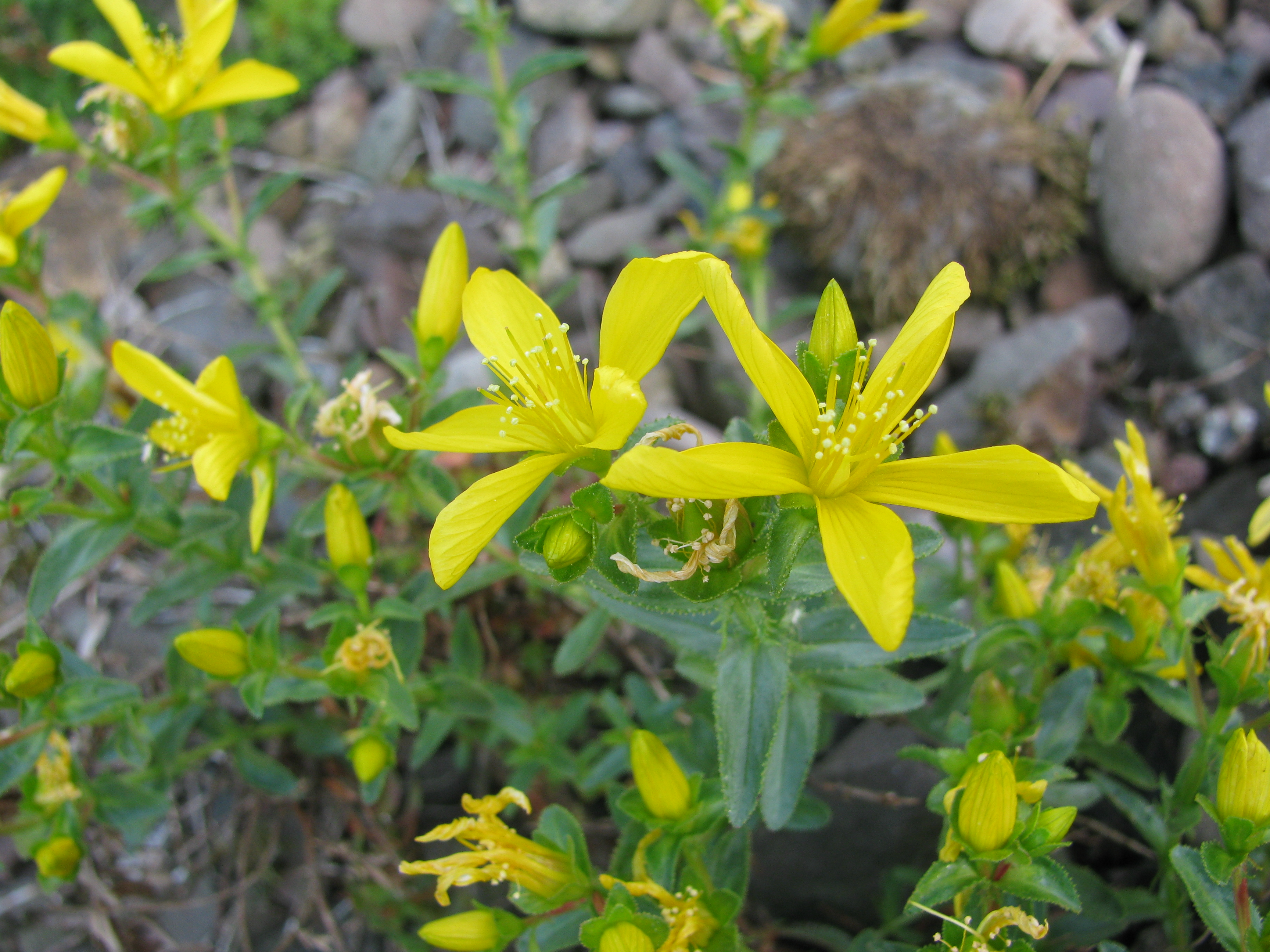
Hypericum orientale

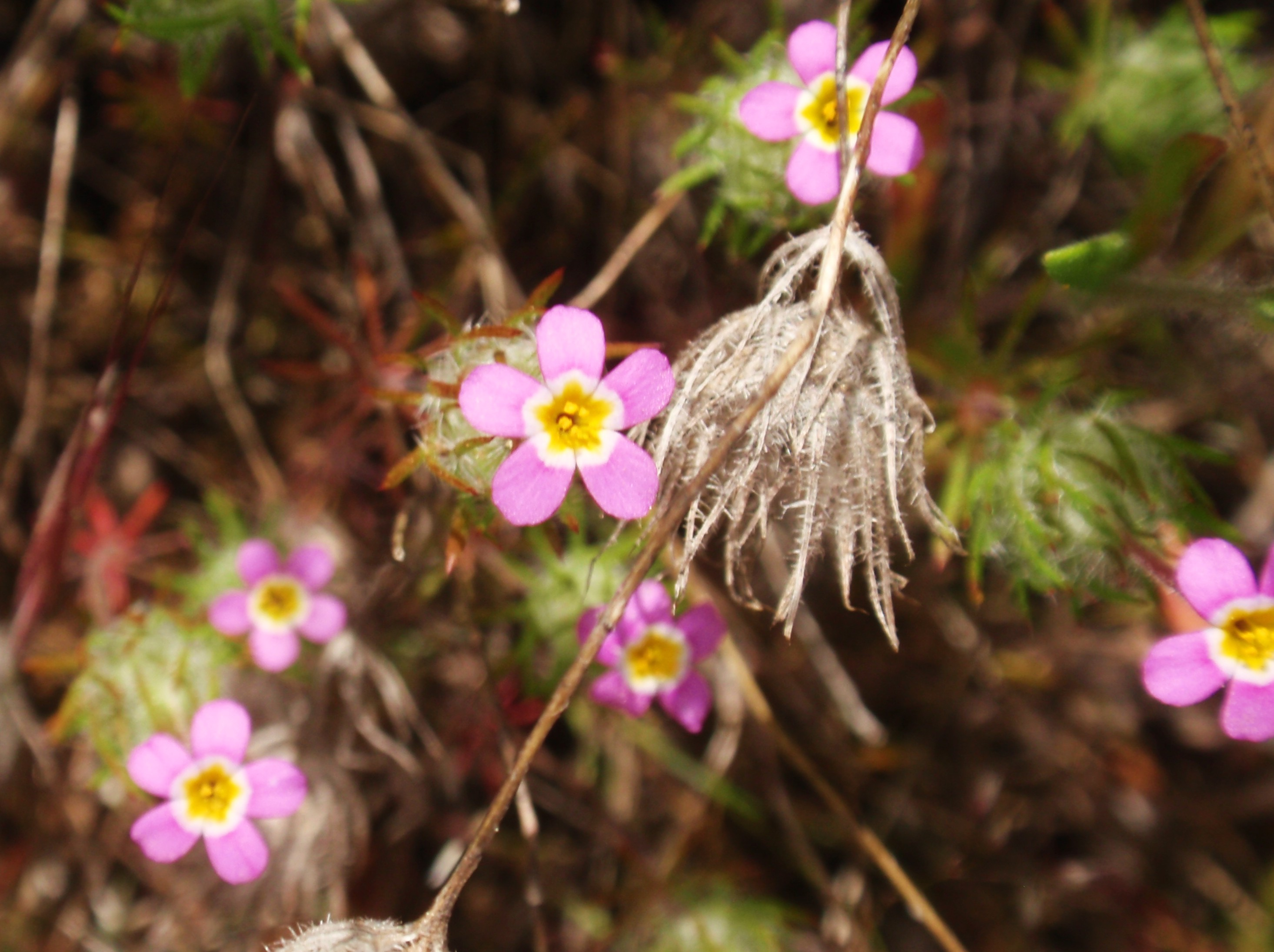
Leptosiphon bicolor

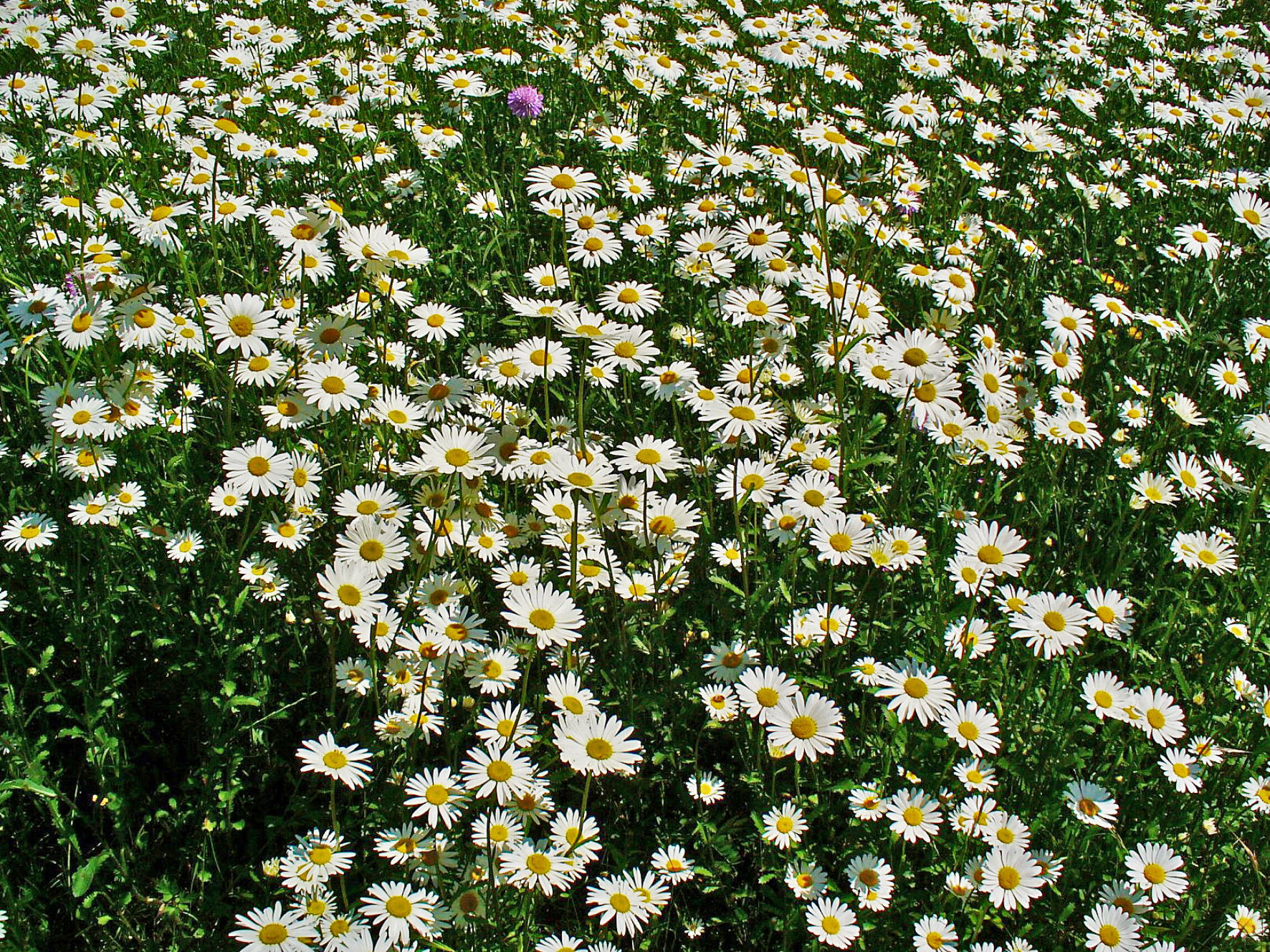
Leucanthemum vulgare

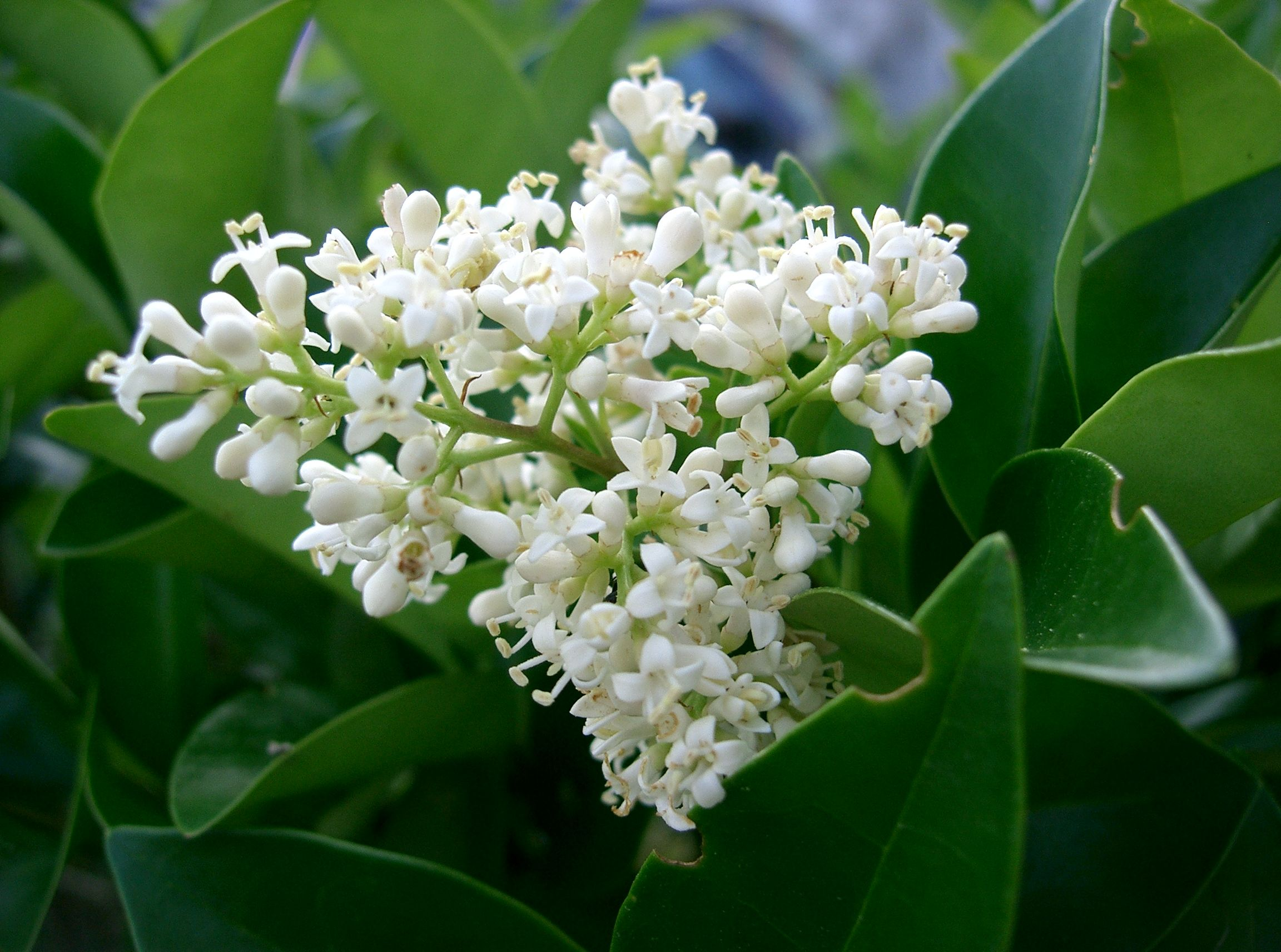
Ligustrum japonicum

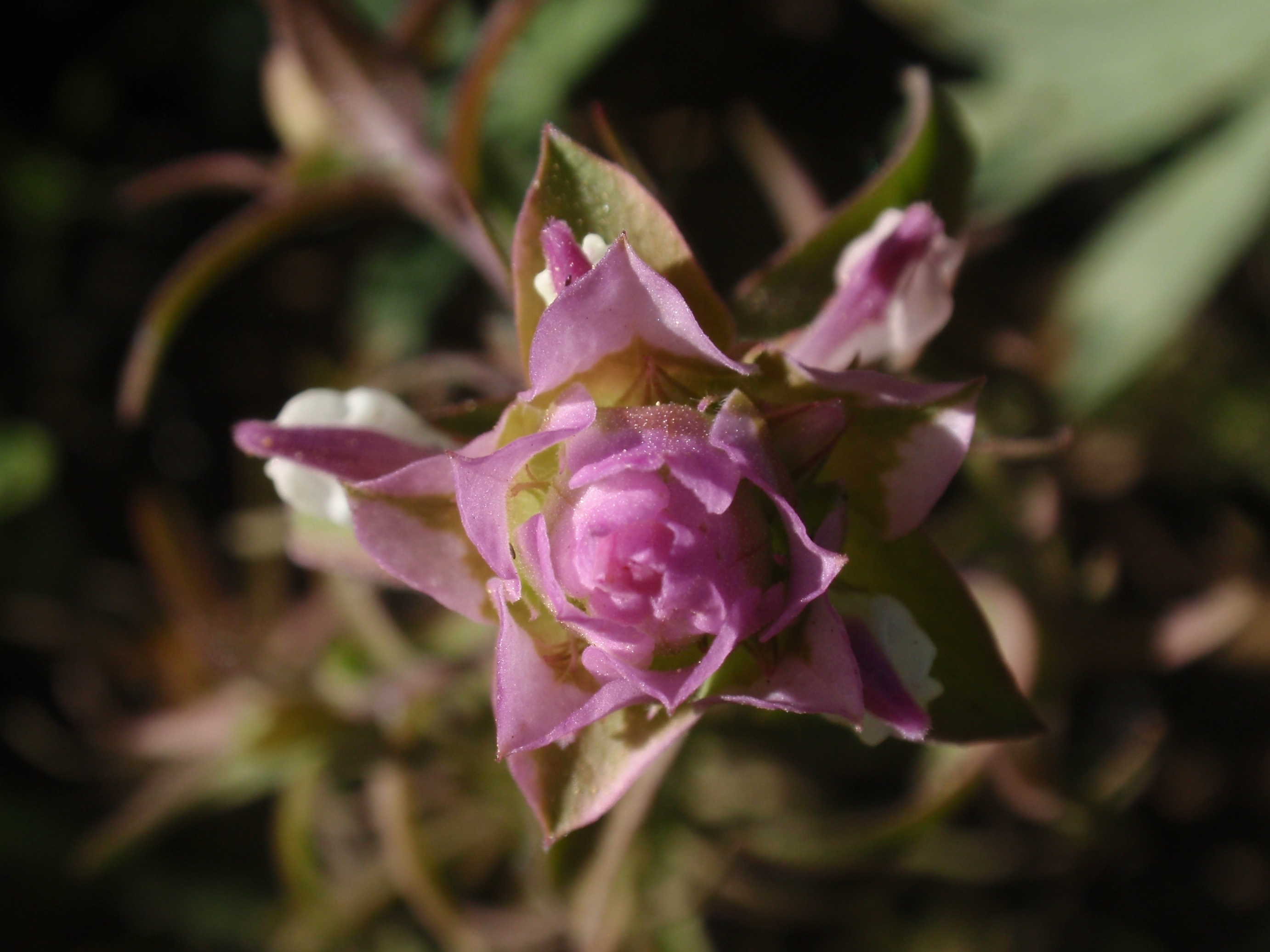
Orthocarpus imbricatus

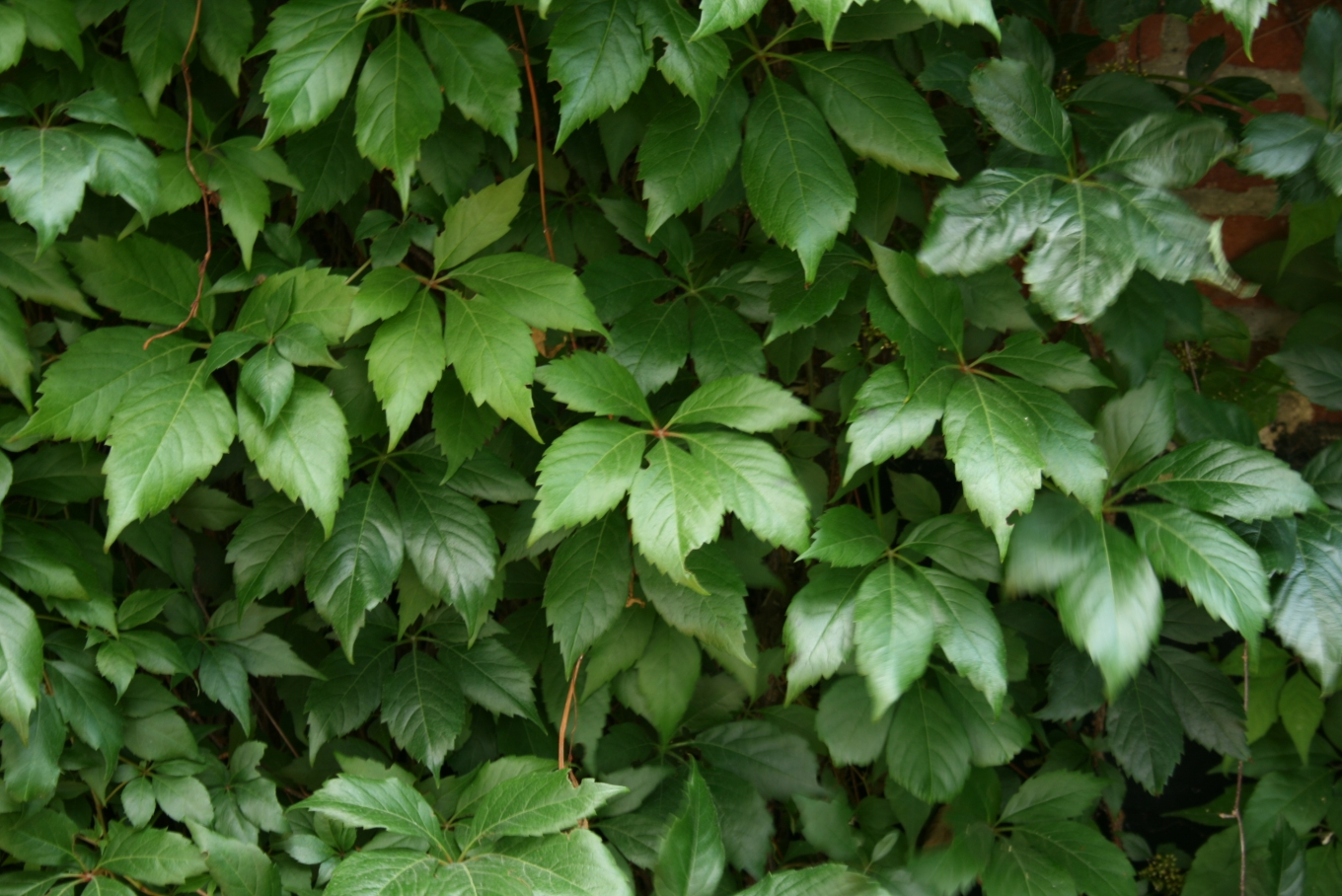
Parthenocissus vitacea

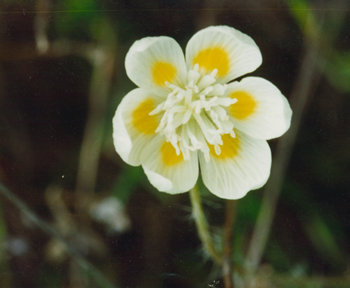
Platystemon californicus

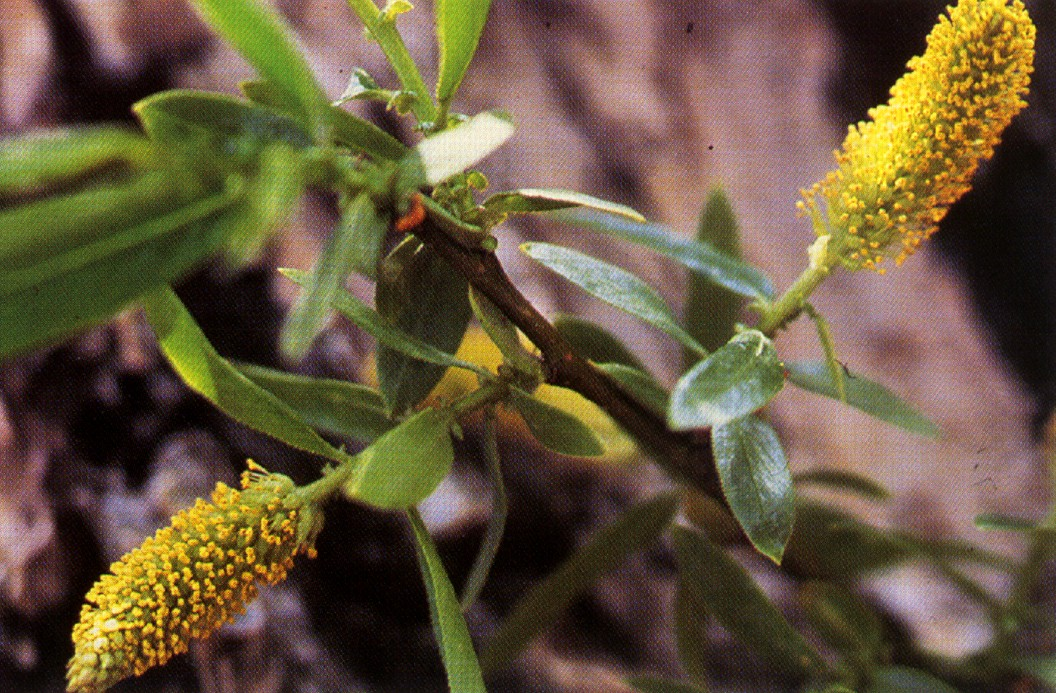
Salix lucida

Le uova sono lisce o lievemente punteggiate, e vengono inserite singolarmente nei tessuti della pianta ospite, pertanto assumono la forma della "tasca" in cui le inserisce la femmina.

### Larva
Il bruco, quasi cilindrico, possiede un capo arrotondato, non appiattito e solitamente prognato, con solco epicraniale marcato e sei stemmata per lato.

Sono presenti due setae genali, G1 e G2, mentre l'assenza della seta AF2 è considerata un'evoluzione secondaria.

Sul protorace è visibile uno scudo ben sclerotizzato, e possono comparire anche dischi sclerotizzati sul meso- e metatorace.

Le zampe toraciche sono ben sviluppate, mentre le pseudozampe, poste sui segmenti addominali III-VI e X, sono fortemente ridotte o assenti; gli uncini pseudopodiali, assenti sul segmento X, sono disposti su file multiple.

### Pupa
La pupa è dectica, con cuticola lievemente sclerotizzata e appendici solo debolmente aderenti al corpo. I palpi mascellari appaiono prominenti, mentre quelli labiali risultano esposti come le coxe del primo paio di zampe. Le antenne, particolarmente lunghe nei maschi, sono accomodate all'interno del bozzolo, avvolte attorno all'addome. I segmenti addominali da III a VII sono mobili, e si notano una o due file di spinule sulla superficie della maggior parte dei segmenti.

## Biologia

### Comportamento
In molte delle specie che presentano riflessi metallici, il volo può avvenire alla luce diretta del sole, e si assiste spesso alla formazione di sciami, soprattutto attorno a gruppi di infiorescenze, alberi o cespugli. Gli sciami sono associati a due adattamenti strutturali, riscontrabili esclusivamente nei maschi: spinule laterali sulle antenne e occhi sviluppati dorsalmente. Non è ancora ben chiaro il ruolo delle spinule laterali delle antenne, ma è probabile che, permettendo la formazione di sciami di maschi attorno ad una femmina immobile, sia implicata nelle funzioni di accoppiamento.

Altre specie, di abitudini prettamente crepuscolari, mostrano invece colorazioni più spente ed uniformi, e tendono a non formare mai sciami.

Nella maggior parte delle specie, le larve sono minatrici delle foglie, dei meristemi o della corteccia durante il primo stadio, o talvolta perforano l'ovario della pianta nutrice; in seguito, dal secondo stadio in poi o comunque entro lo stadio pre-pupale, il bruco vive all'interno di un fodero lenticolare portatile, che costruisce a partire da frammenti di foglie e detriti del sottobosco, ed allarga via via che si accresce; in questa fase si alimenta prevalentemente di foglie cadute nella lettiera, o comunque di vegetali a basso fusto.

L'impupamento avviene quindi all'interno di quest'involucro, spesso ai piedi della pianta ospite.

### Periodo di volo
La maggior parte delle specie boreali vola tra aprile e giugno, al massimo fino ad agosto.

### Alimentazione
Le larve di questo taxon attaccano generi appartenenti a svariate famiglie, tra cui:
- Castilleja Mutis ex L.f. (Orobanchaceae)
- Elaeagnus L. (Elaeagnaceae)
- Gentiana L. (Gentianaceae)
- Gilia Ruiz & Pav. (Polemoniaceae)
- Holodiscus (K.Koch) Maxim. (Rosaceae)
- Hypericum L. (Clusiaceae)
- Leptosiphon Benth. (Polemoniaceae)
- Leucanthemum Mill. (Asteraceae)
- Ligustrum L. (Oleaceae)
- Orthocarpus Nutt. (Orobanchaceae)
- Parthenocissus Planch. (Vitaceae)
- Platystemon Benth. (Papaveraceae)
- Salix L. (Salicaceae)

## Distribuzione e habitat
Questo genere conta numerose specie, ed è presente in tutte le ecozone, con l'eccezione del Neotropico e dell'Australasia, pur dimostrando una maggiore biodiversità nel Paleartico.
L'habitat è rappresentato da foreste a latifoglie, zone boschive e prati aperti.

## Tassonomia
Il genere Adela venne incluso nella sottofamiglia Adelinae da Davis in Kristensen nel 1999.

### Specie
Il taxon comprende 53 specie, diffuse tra Olartico e Africa meridionale, di cui 11 in Europa e 6 in Italia; si conoscono anche 2 specie fossili, rinvenute nell'ambra del Baltico:
- Adela aethiops Felder, 1875 - Reise Novara tav. 139, fig. 1 (America centrale)
- Adela albicinctella Mann, 1852 - Verh. Zool.-bot. Ges. Wien. 2:135 (Europa, presente in Italia settentrionale)
- Adela arabarcha Meyrick, 1930 - Exot. Micr. 3: 572 (Africa Settentrionale)
- Adela astrella Walsingham, 1915 - Biol. Centr.-Amer. Lep. Het. 4 tav. x, fig. 34: 403 (America centrale)
- Adela aurantibasella Caradja, 1938 - Stettin ent. Ztg. 99: 252 fig. (Asia)
- Adela australis (Herrich-Schäffer, 1855) - Schmett. Eur. 5: 103, fig. 253 (Europa Meridionale, presente in Italia Settentrionale, Meridionale e Sicilia)
- Adela caeruleella Walker, 1863 - Cat. Lep. Het. B. M. 28: 502 (America settentrionale)
- Adela collicolella Walsingham, 1904 - Ent. M. Mag. 40: 7 (Europa e Africa Settentrionale)
- Adela coreana Matsumura, 1932 - 6000 Ill. Ins. Japan 6: 125 (Asia)
- Adela croesella (Scopoli, 1763 - Ent. Carn. no. 648 (Europa e Asia, presente in Italia Settentrionale, Meridionale e Sicilia)
- Adela culminicola Mey, 2011 - Esper. Mem. 6: 1–316 (Africa Meridionale)
- Adela cuneella Walsingham, 1891 - Trans. ent. Soc. London 1891(1): 63–132, tavv. 3–7 (Africa Meridionale)
- Adela cuprella Thunberg, 1794 - Diss. Ent. 7: 98 (Europa, presente in Italia Settentrionale e Meridionale)
- Adela disjunctella Caradja, 1927 - Acad. rom. Mem. Sect. stiint. 4(8): 64 (Asia)
- Adela droseropa Meyrick, 1921 - Ann. Trsv. Mus. 8: 137 (Africa Meridionale)
- Adela eldorada Powell, 1969 - J. Lepid. Soc. 23: 221, figg. (America settentrionale)
- Adela electella (Walker, 1863) - Cat. Lep. Het. B. M. 28: 495 (Africa Meridionale)
- Adela exquisitella Caradja, 1921 - D. ent. Zs. Iris 1920: 176 (Asia)
- Adela flammeusella Chambers, 1876 - Canad. Ent. 8: 104 (America settentrionale)
- Adela gymnota (Meyrick, 1912) - Exot. Micr. 1(1–2): 1–64 (Africa Meridionale)
- Adela homalella (Staudinger, 1859) - Stett. Ent. Zeit. 20: 236 (Europa)
- Adela imperialis Rebel, 1901 - Iris 13: 187 (Asia Orientale)
- Adela infantella Erschoff, 1877 - Hor. Soc. Ent. Ross. 12: 343 (Asia Orientale)
- Adela janineae (Viette, 1954) - Mem. Inst. sc. Mad. (E) 5: 1-38 (Africa Meridionale)
- Adela korbi Caradja, 1921 - D. ent. Zs. Iris 34,1920: 175 (Asia Centrale)
- †Adela kuznetzovi Kozlov, 1987 - Paleont. Zh. 1987(4): 59 (Europa Settentrionale)
- Adela lithopola Walsingham, 1915 - Biol. Centr.-Amer. Lep. Het. 4, fig. 33: 403 (America centrale)
- Adela mazzolella (Hübner, 1801) - Samml. Eur. Schmett. fig. 155 (Europa)
- Adela mitakeana Matsumura, 1931 - 6000 Ill. Ins. Japan 1931: 1110 (Asia Orientale)
- Adela natalensis Stainton, 1860 - Trans. ent. Soc. London 5(2): 220–223 (Africa Meridionale)
- Adela ommatella Caradja, 1921 - D. ent. Zs. Iris 34,1920: 176 (Asia Centrale)
- Adela oplerella Powell, 1969 - J. Lepid. Soc. 23: 228, figg. (America settentrionale)
- Adela paludicolella (Zeller, 1850) - Stett. Ent. Zeit. 11: 139 (Europa Meridionale)
- Adela pantherellus (Guenée, 1848) - in Duponchel Cat. méth. lép. Eur. 65-296 (Europa)
- Adela punctiferella Walsingham, 1870 - Ins. Life 2: 284 (America settentrionale)
- Adela purpurea Walker, 1863 - Cat. Lep. Het. B. M. 28: 501 (America settentrionale)
- Adela reaumurella (Linnaeus, 1758) - Syst. Nat. (Ed. 10) 1: 540 (specie tipo, Phalaena reaumurella) (Europa, presente in Italia Settentrionale, Meridionale e Sicilia)
- Adela repetitella Mann, 1861 - Wien Ent. Monatschr. 5: 187 tav. 3, fig. 3-4 (Asia Minore)
- Adela ridingsella Clemens, 1864 - Proc. Ent. Soc. Philad. 2: 426 (America settentrionale)
- Adela septentrionella Walsingham, 1880 - Proc. Soc. Zool. London: 79 t. 11, fig. 1 (America settentrionale)
- Adela siccana Mey, 2011 - Esper. Mem. 6: 1–316 (Africa Meridionale)
- †Adela similis Kozlov, 1987 - Paleont. Zh. 1987(4): 60 fig. 1 b (Europa Settentrionale)
- Adela singulella Walsingham, 1880 - Proc. Soc. Zool. London: 80 tav. 11, fig. 4 (America settentrionale)
- Adela sinica Yang, 1977 - Peking Agricultural University: 63, fig. d (Asia)
- Adela suavis Caradja, 1938 - Stettin ent. Ztg. 99: 252 fig. (Asia)
- Adela suffusa Caradja, 1920 - D. ent. Zs. Iris 34,1920: 174 (Asia)
- Adela suzukiella Matsumura, 1931 - 6000 Ill. Ins. Japan 1931: 1110 (Asia)
- Adela syfaniella Caradja, 1927 - Acad. rom. Mem. Sect. stiint. 4(8): 63 (Asia)
- Adela teshionis Matsumura, 1932 - 6000 Ill. Ins. Japan 1931: 1110 (Asia)
- Adela thorpella Powell, 1969 - J. Lepid. Soc. 23: 226, figg. (America settentrionale)
- Adela trigrapha Zeller, 1875 - Ver. Zool-bot. Ges. Wien 25: 342 (America settentrionale)
- Adela tsaratanana (Viette, 1954) - Mém. Inst. sc. Mad. (E) 5: 1–38 (Africa Meridionale)
- Adela violella (Denis & Schiffermüller, 1775) - Schmett. Eur. 9: 139 (Europa, presente in Italia Settentrionale)
- Adela walsinghami Caradja, 1921 - D. ent. Zs. Iris 34, 1920: 175 (Asia)
- Adela xanthoceros Meyrick, 1937- Exot. Micr. 5: 98 (Africa)

### Endemismi italiani
Il genere non annovera endemismi italiani.

### Sinonimi
Sono stati riportati sei sinonimi.
- Adelo Gistel, 1847 - in Gistl & Bromme. Handb. Naturg.: 486
- Aedilis Gistel, 1848 - Naturg. Thierreichs: viii - Specie tipo: Phalaena reaumurella Linnaeus, 1758 - Systema Naturae (Edn 10) 1: 540 (= Adela reaumurella (Linnaeus, 1758))[33]
- Capillaria Haworth, 1828 - Lepid. Br.: 519 - Specie tipo: Phalaena viridella Scopoli, 1763 - Ent. Carniolica: 250, fig. 645 (= Adela reaumurella (Linnaeus, 1758))[34]
- Dicte Chambers, 1873 - Can. Ent. 5: 73 - Specie tipo: Dicte corruscifasciella Chambers, 1873 - Can. Ent. 5: 74 (= Adela ridingsella Clemens, 1864)[35]
- Metallitis Sodoffsky, 1837 - Bull. Soc. Nat. Moscou 10(6): 95 - Specie tipo: Phalaena reaumurella Linnaeus, 1758 - Systema Naturae (Edn 10) 1: 540 (= Adela reaumurella (Linnaeus, 1758))
- Odela Christoph, 1882 - Bull. Soc. imp. Nat. Mosc. 57(1): 5

### Alcune specie

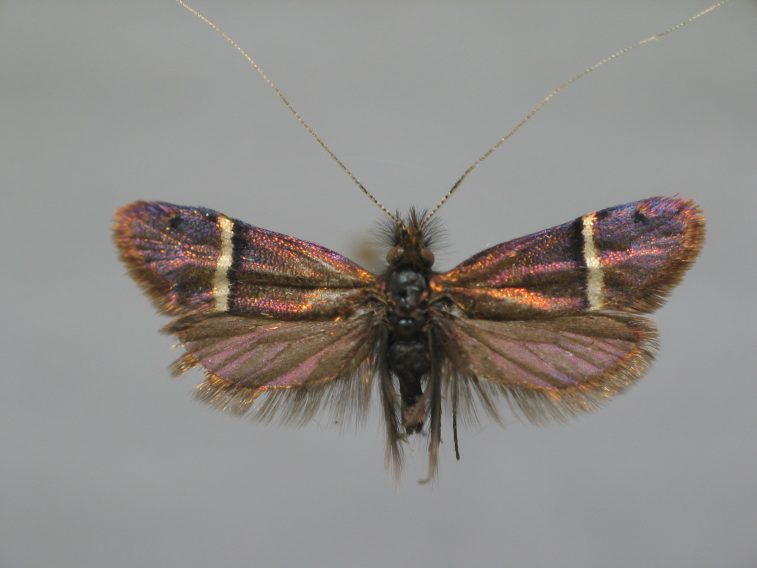
Adela albicinctella
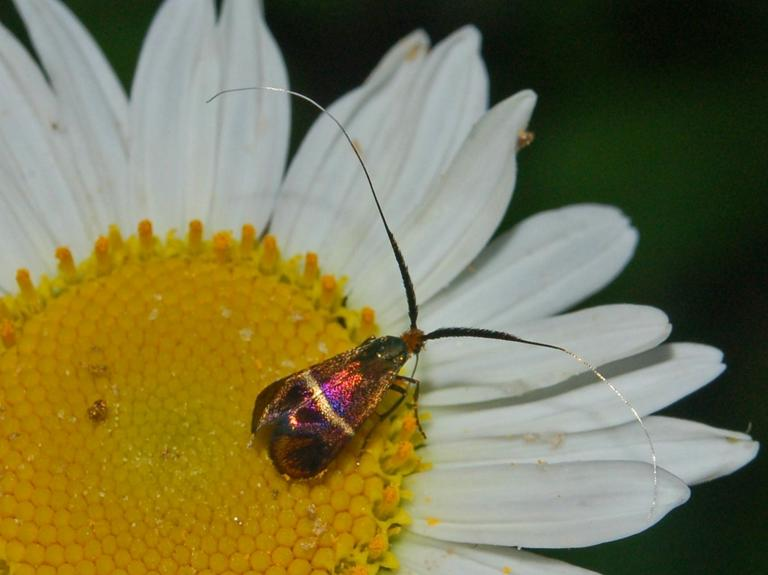
Adela australis
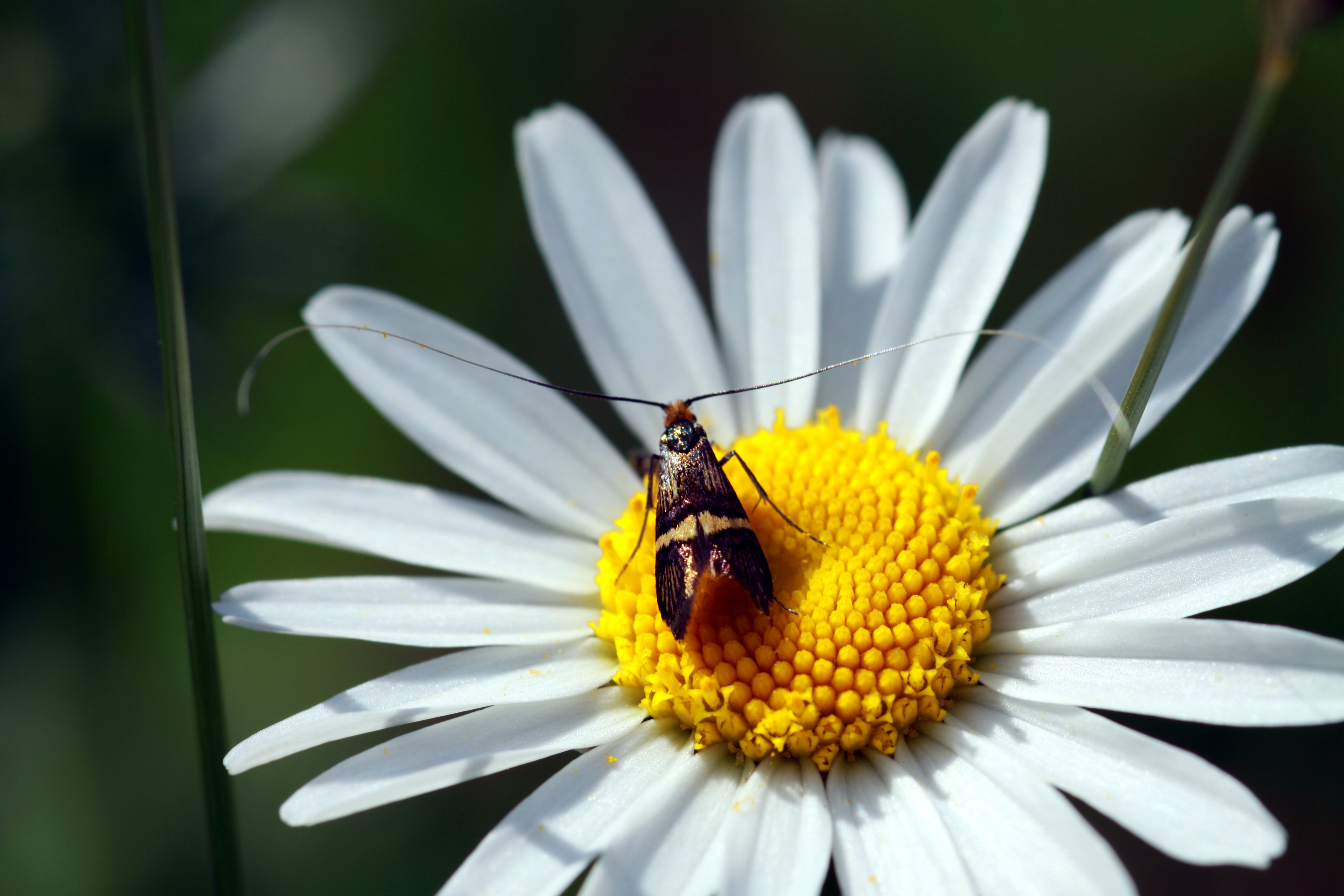
Adela croesella
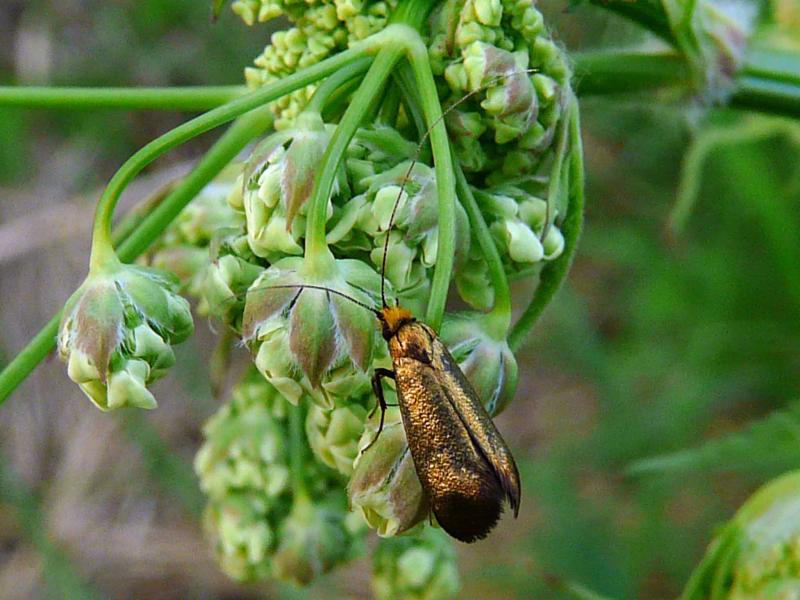
Adela cuprella
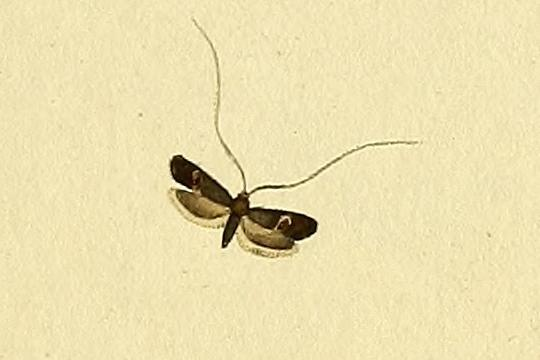
Adela mazzolella
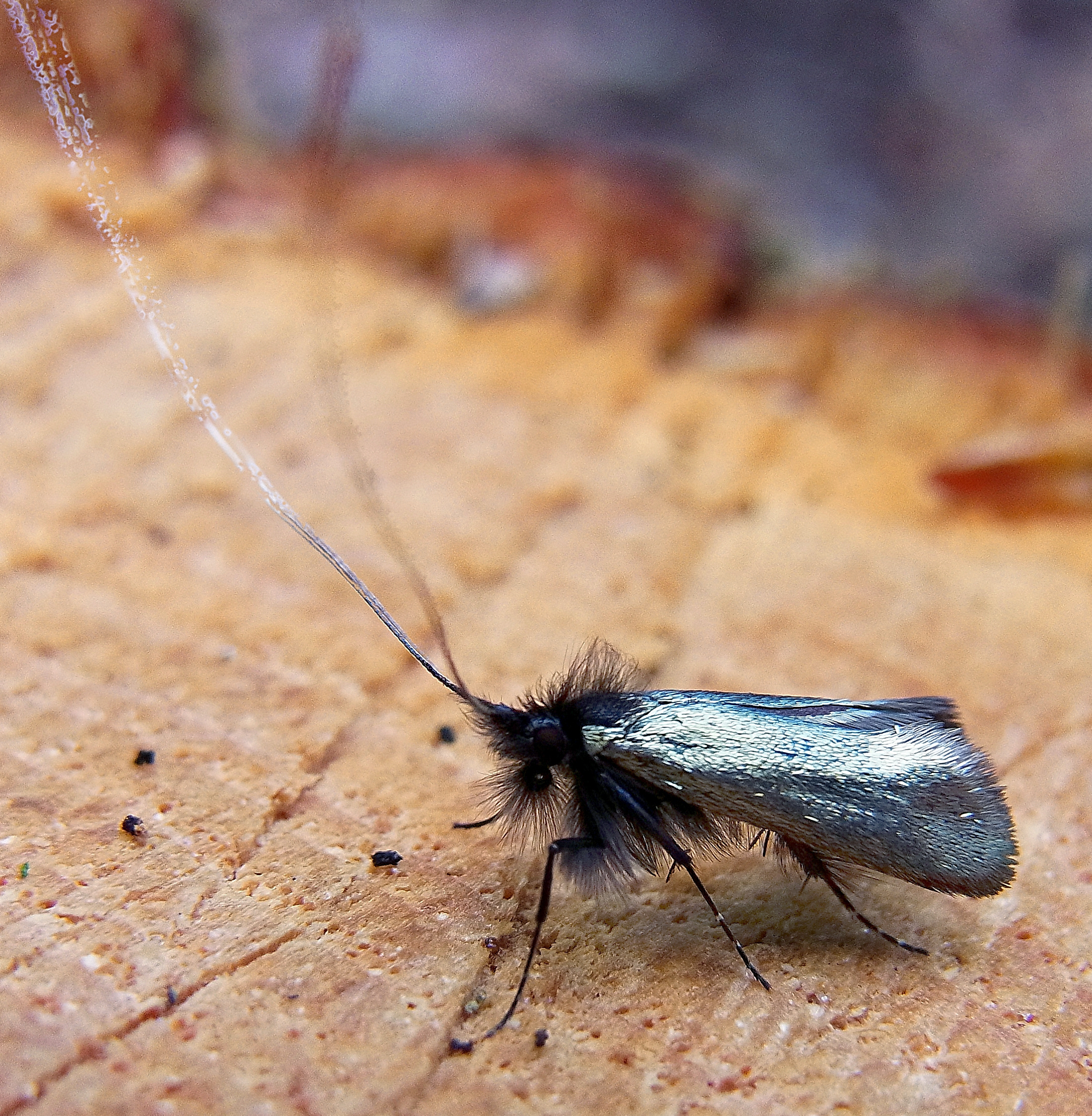
Adela reaumurella
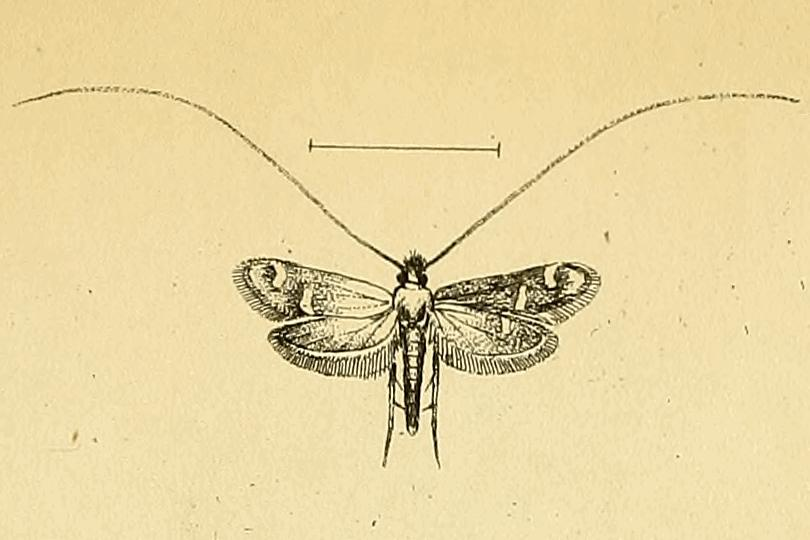
Adela repetitella
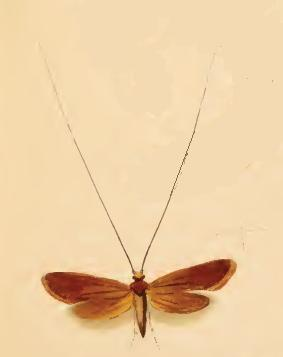
Adela violella

## Conservazione
Nessuna specie appartenente a questo genere è stata inserita nella Lista rossa IUCN